# Paragonitis rufa
Paragonitis rufa là một loài bướm đêm trong họ Noctuidae.